# Mucrometopia caudata
Mucrometopia caudata är en insektsart som beskrevs av Walker 1851. Mucrometopia caudata ingår i släktet Mucrometopia och familjen dvärgstritar. Inga underarter finns listade i Catalogue of Life.